# نوازنده لوت
نوازنده لوت (به انگلیسی: The Lute Player) نقاشی‌ای است مربوط به حدود ۱۶۱۲–۱۶۱۵ میلادی اثر هنرمند ایتالیایی اوراتسیو جنتیلسکی، که زنی جوان را با لباسی طلایی و لوتی به تصویر می‌کشد. این اثر در نگارخانه ملی هنر در واشینگتن دی.سی. نگهداری می‌شود.